# Насименту Тейшейра, Маркус
Ма́ркос ду Насиме́нту Тейше́йра (порт.-браз. Marcos do Nascimento Teixeira; род. 5 июня 1996, Лондрина, Парана, также известен как Марка́н (порт.-браз. Marcão) — бразильский футболист, защитник испанского клуба «Севилья».

## Клубная карьера
Маркао родился в городе Лондрина (штат Парана) и начинал свою карьеру в клубе «Аваи». Он дебютировал на взрослом уровне 12 апреля 2014 года, в возрасте 17 лет, выйдя в основном составе в гостевом проигрышном (1:4) поединке против «Шапекоэнсе» в рамках Лиги Катариненсе.
Впоследствии Маркао перешёл в «Атлетико Паранаэнсе», за который дебютировал 5 февраля 2015 года в матче, в котором его команда проиграла со счётом 1:3 «Риу-Бранку» в рамках Лиги Паранаэнсе. 31 июля того же года он был отдан в аренду клубу бразильской Серии C «Гуаратингете», после того, как между ним и «Атлетико Паранаэнсе» были установлены партнёрские отношения.
15 декабря 2015 года Маркао был отдан в аренду «Ферровиарии» вместе с другими его одноклубниками по «Атлетико Паранаэнсе». После того, как он стал игроком основного состава этой команды, он вернулся в «Атлетико Паранаэнсе», получив место в его первой команде.
26 июня 2016 года Маркао дебютировал в бразильской Серии A, выйдя на замену в концовке домашней победной (2:0) игры с «Гремио».
14 января 2019 года Маркао перешёл в турецкий «Галатасарай», заключив с ним трёхлетний контракт. Сумма сделки составила 4 млн евро.

## Личная жизнь
Его старший брат Дионатан также был профессиональным футболистом, умершим в 25 лет в результате сердечного приступа.

## Достижения
«Галатасарай»
- Чемпион Турции: 2018/19
- Обладатель Кубка Турции: 2018/19
- Обладатель Суперкубка Турции: 2019

 «Севилья»
- Победитель Лиги Европы: 2022/23